# Odense Koncerthus
Odense Koncerthus, som blev indviet i 1982, er et koncerthus beliggende på Claus Bergs Gade 9 i Odense, ikke langt fra H. C. Andersens Hus. Husets koncertsal er opkaldt efter Carl Nielsen. Salen er en koncertsal med en fremragende akustik, med plads til 1.212 mennesker samt udstyret med et 46-stemmer stort orgel bygget af et af verdens førende orgelbyggerier, Marcussen & Søn. Koncerthuset er tegnet af arkitekterne Per Hougaard Nielsen, C.J. Nørgaard Pedersen, Lars Møller og Birthe Rørbæk.
Odense Symfoniorkester har hjemme i Odense Koncerthus.